# John Haldon
John F. Haldon es un historiador británico y profesor de historia europea, historia bizantina y estudios helénicos, así como director del Centro Mossavar-Rahmani de estudios sobre Irán y el Golfo Pérsico en la Universidad de Princeton.

## Biografía
Haldon nación en Northumberland, Reino Unido. Recibió el grado de bachiller en la Universidad de Birmingham, Reino Unido, la maestría en la Ludwig-Maximilians-Universität de Múnich, Alemania y el doctorado en la Universidad de Birmingham, también en el Reino Unido. Haldon también estudió griego moderno en la Universidad de Atenas. Inicialmente deseaba estudiar historia romano-británica y especializarse en la Gran Bretaña post-romana, pero finalmente cambió su campo de estudio.

## Carrera
Trabajó en la Universidad de Birmingham como profesor adjunto (1980 a 1995), director de departamento (1995 a 2000), y decano de facultad (2000 a 2005). Fue miembro principal del Centro de Estudios Bizantinos Dumbarton Oaks, Washington D. C. de 2007 a 2013 y ha sido profesor de historia bizantina y estudios helénicos en la Universidad de Princeton desde 2009. Haldon también se ha desempeñado como profesor Shelby Cullom Davis de historia europea en Princeton desde 2005 y director de estudios de posgrado en el Departamento de Historia de Princeton desde 2009. Además, se ha desempeñado como Director del Centro Mossavar-Rahmani de Estudios sobre Irán y el Golfo Pérsico. Es autor y coautor de más de 25 libros, incluyendo El imperio que no moriría: La paradoja de la supervivencia romana oriental, 640-740, Una historia de dos santos: las pasiones y milagros de San Teodoro 'el recluta' y ' el general ', Un comentario crítico sobre la Taktika de León VI y Bizancio en la era iconoclasta: una historia, con Leslie Brubaker.
Sus proyectos actuales incluyen un reexamen de la relación entre medio ambiente y cambio social y político en el mundo bizantino; la investigación sobre algunos aspectos de la historia institucional y administrativa de los siglos VII-VIII; preparación de una traducción al inglés y un comentario crítico sobre el texto del siglo X De Thematibus; investigación sobre los orígenes y desarrollo de la denominada Segunda Iconoclasia. Trabajó en el tema de la formación comparativa del Estado en sociedades premodernas. También se encuentra en las etapas iniciales de un gran proyecto sobre la historia del mundo euroasiático c. 400-800.

## Premios y reconocimientos
- Miembro de la Academia Australiana de Ciencias
- Miembro del Instituto Arqueológico de América
- Presidente de la Association Internationale des Etudes Byzantines
- Miembro correspondiente de la Academia Austríaca de Ciencias en Viena

## Publicaciones
- Recruitment and Conscription in the Byzantine Army c. 550-950: A Study on the Origins of the Stratiotika. Österreichischen Akademie der Wissenschaften (Viena, Austria), 1979.
- Byzantine Praetorians: An Administrative, Institutional, and Social Survey of the Opsikion and Tagmata, c. 580-900. R. Habelt (Bonn, Alemania), 1984.
- (Traductor y autor de la introducción y el comentario) Constantine VII Porphyrogenitus, Three Treatises on Imperial Military Expeditions. Österreichischen Akademie der Wissenschaften (Viena, Austria), 1990.
- Byzantium in the Seventh Century: The Transformation of a Culture. Cambridge University Press (Nueva York, NY), 1990.
- The State and the Tributary Mode of Production. Verso (Nueva York, NY), 1993.
- State, Army, and Society in Byzantium: Approaches to Military, Social, and Administrative History, 6th-12th Centuries. Variorum (Brookfield, VT), 1995.
- Contributor to Virgil S. Crisafulli and John W. Nesbitt, editors, The Miracles of St. Artemio: A Collection of Miracle Stories by an Anonymous Author of Seventh-Century Byzantium, EJ Brill (Nueva York, NY), 1997.
- Warfare, State, and Society in the Byzantine World, 565-1204. UCL Press (Londres, Inglaterra), 1999.
- Byzantium: A History. Tempus Publishing (Londres, Inglaterra), 2000.
- (Con Leslie Brubaker) Byzantium in the Iconoclast Era (c. 680-850): The Sources: An Annotated Survey. Ashgate (Burlington, VT), 2001.
- The Byzantine Wars: Battles and Campaigns of the Byzantine Era. Tempus Publishing (Londres, Inglaterra), 2001.
- Byzantium at War. Osprey (Londres, Inglaterra), 2002.
- The Byzantine Wars. The History Press, (Stroud, Gloucestershire, Inglaterra), 2008.
- Editor (con Elizabeth Jeffreys y Robin Cormack), The Oxford Handbook of Byzantine Studies. Oxford University Press (Nueva York), 2008.
- Editor, The Social History of Byzantium. Wiley, 2009.
- The Palgrave Atlas of Byzantine history. Palgrave Macmillan, 2010.
- A Critical Commentary on the Taktika of Leo VI. Dumbarton Oaks Research Library and Collection, 2014.
- The Empire That Would Not Die: The Paradox of Eastern Roman Survival, 640-740. Harvard University Press, 2016.
- Editor (con Hugh Elton y James Newhard), Archaeology and Urban Settlement in Late Roman and Byzantine Anatolia Euchaïta-Avkat-Beyözü and Its Environment. Cambridge University Press, 2018.